# Francisco de Pájaro
Francisco de Pájaro, également connu sous le nom d'Art is Trash ou Arte es basura, est un artiste urbain espagnol né en 1970 à Zafra, dans la province de Badajoz, en Espagne. 

## Biographie
Peintre autodidacte, Francisco de Pájaro se lance en 2009 dans un projet de street art qu’il nomme Art is Trash et qui consiste à faire de l'art à partir d’ordures, de déchets, du « Rubbish Art ». Il travaille d'abord principalement à Barcelone, mais aussi à Madrid, Berlin, Ibiza, Palma de Majorque, puis en 2013, pendant plusieurs mois, il poursuit son projet à Londres. « Mes œuvres se basent sur l’improvisation, la rapidité d’exécution et l’ignorance de l’art », déclare-t-il à propos de ce travail.

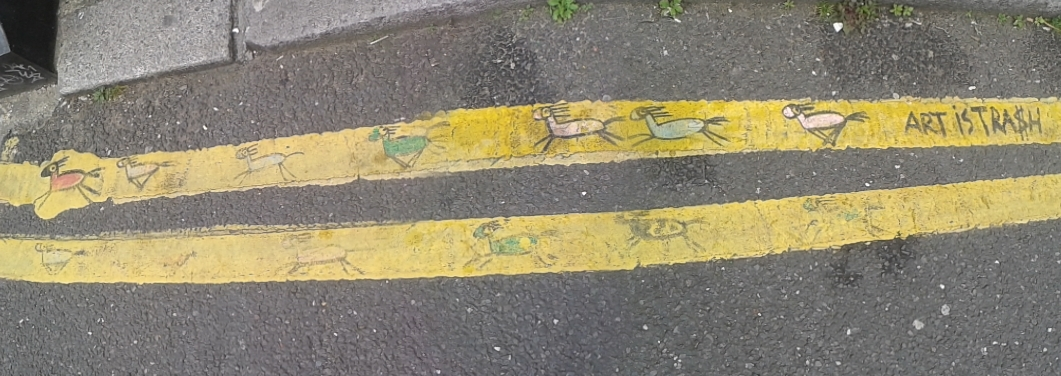
Œuvre d'art urbain attribuée à Francisco de Pájaro, Londres 2014

## Expositions individuelles
- 2009 : Barcelone
- 2013 : Police & Horse[6], Londres, London West Bank Gallery
- 2024 : Art is Trash Street Art Barcelona[7], Barcelone, Barcelone Street Art Artevistas
- 2024 : Francisco de Pájaro: Art is Trash[8], Düsseldorf, Düsseldorf Grafik Bild Kunst